# Cordillère littorale catalane
La Cordillère littorale catalane ou Chaîne littorale catalane est un élément du relief de la Catalogne. Elle fait partie des Cordillères côtières. Elle est parallèle à la côte. L'axe principal relie le fleuve Foix avec le golfe de Roses.

## Subdivisions
Du nord au sud, la Cordillère littorale est formée par le massif du Montgrí, les Gavarres, le massif de l'Ardenya, la serra de Marina, le Montnegre, le Corredor, Sant Mateu, la serra de la Conreria, la Collserola, le Garraf.
Situées près de la côte, les massifs des Dedalts, les Molas del Taix, et la serra de la Mar qui font partie des montagnes de Tivissa-Vandellòs sont en réalité un prolongement méridional de la Cordillère littorale, mais, se trouvant dans la continuité de la Cordillère prélittorale, elles lui sont généralement incluses. Enfin, la serra de Montsià est située à l'extrême sud du littoral.

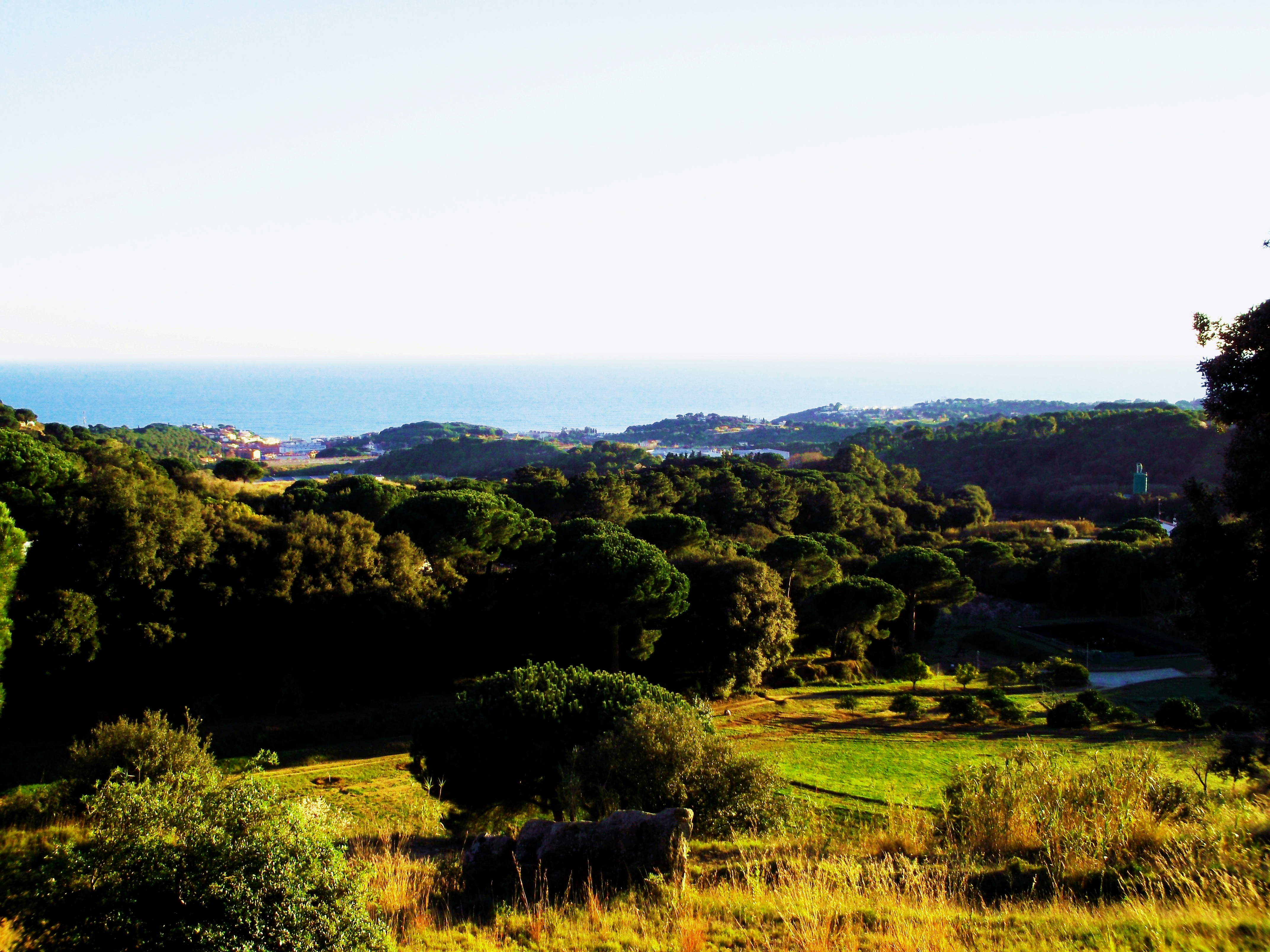
Canet de Mar.

## Principaux sommets
- Montnegre (766 m) (Montnegre de Levant) Vallès Oriental et Maresme
- Montau (660 m) (Garraf) Anoia et Penedès
- Pic d'Aiguilles (653 m) (Ordal) Anoia-Penedès et Baix Llobregat
- El Corredor (632 m) (Corredor) Maresme
- Morella (592 m) (Garraf) Llobregat
- Pic d'Arques (531 m) (Gavarres) Baix Empordà
- Pic des Cadiretes (518 m)
- Sant Grau, GironèsTibidabo (512 m) (Collserola) Vallès Occidental et Barcelonès[2]

## Aires protégées
La Cordillère littorale abrite plusieurs espaces naturels protégés : 
- le parc naturel du Montnegre et le Corredor ;
- le parc naturel de la Sierra de Collserola ;
- le parc naturel du Garraf.

De nombreuses zones sont toutefois dégradées à cause des carrières, des décharges et de l'urbanisation incontrôlées.